# Moore-McCormack
Moore-McCormack war eine von 1913 bis zum Jahr 1992 bestehende US-amerikanische Linienreederei.

## Geschichte

### Anfangsjahre
Das Unternehmen begann am 9. Juli 1913, als die Firmengründer Albert V. Moore aus Hackensack, New Jersey und Emmet J. McCormack aus Brooklyn, New York die Charterreederei Moore & McCormack Company, Incorporated in New York gründeten. Am 16. Januar 1921 eröffnete Moore & McCormack einen neuen Liniendienst zwischen Philadelphia, Cork, Dublin und Londonderry. Ab 1926 betrieb Moore & McCormack die American Republics Line mit elf Dampfschiffen und dem Motorschiff Tampa. Im darauf folgenden Jahr übernahm Moore & McCormack die American Scantic Line, die als erste US-amerikanische Linie Übereinkommen mit ausländischen Mitbewerbern traf, um festgelegte Ladungsanteile zu bekommen. Ab 1928 gliederte sie Leningrad in ihren Liniendienst ein und am 17. April 1929 unterschrieb man einen Vertrag Gdingen ebenfalls anzulaufen. Dies spielte eine wichtige Rolle beim Ausbau des Hafens für Polen.

### 1930er Jahre
Im August 1932 übernahm Moore & McCormack die American Republics Line mit ihren USA-, Südatlantik- und Südamerika-Liniendiensten aus Regierungshand. Sechs Jahre darauf übernahm Moore & McCormack den Betrieb der drei Panama-Linienpassagierschiffe California, Pennsylvania, und Virginia, die bis dahin von der Panama Pacific Line betrieben wurden sowie weiterer zehn Frachter der American Republics Line, die bis dahin von C. H. Sprague & Sons gemanagt wurden. In diesem Zusammenhang änderte Moore & McCormack, Incorporated am 8. September 1938 seinen Namen in Moore-McCormack Lines. Am 4. Oktober 1938 wurden die Linienpassagierschiffe Argentina, Brazil, und Uruguay übernommen, vier Tage darauf begann der Betrieb des als "Good Neighbour Fleet" bekannt gewordenen Trios unter Charter der United States Maritime Commission. Ab 1. Januar 1939 betrieb Moore-McCormack die American Republic Lines auf eigene Rechnung. Neben den Passagierschiffen wurden die Südamerikalinien von weiteren sechs Frachtschiffen bedient, die sich durch zahlreiche Neuheiten, wie Ladungstanks, kompakte (Clip on) Ladungskühleinrichtungen  oder kontrollierte Ladungsbelüftung auszeichneten.

### Zweiter Weltkrieg
1940 traf die Reederei ein Übereinkommen mit der United States Maritime Commission, in dem sie die ebenfalls im Süd- und Mittelamerikadienst engagierte Pacific Republics Line übernahm. Im November 1940 wurde das Moore-McCormack-Schiff Rio Hudson als erstes Handelsschiff der US-Flotte, bei seiner Taufe gesegnet. Bischof Francis M. Taitt der protestantischen Diözese Pennsylvania nahm die Segnung auf der Bauwerft Sun Shipbuilding and Drydock Company in Chester vor.

### Nachkriegszeit
Moore-McCormack Lines eröffnete 1957 nach dem Erwerb der Robin Line einen Vier-Kontinente-Dienst unter US-amerikanischer Flagge. Die 1935 gegründete Robin Line unterhielt Frachtdienste von den US-amerikanischen Atlantikhäfen nach Süd- und Ostafrika.
In den späten 1950er Jahren setzte die Reederei zwei neue Passagierschiffsneubauten mit den Traditionsnamen Argentina und Brasil in Fahrt, die jetzt auch für Kreuzfahrten eingesetzt werden konnten. Es waren die ersten Schiffe unter amerikanischer Flagge mit Flossenstabilisatoren.  Eine Vorreiterrolle spielte die Reederei in diesen Jahren im Einsatz hydraulischer Ladungseinrichtungen, wie  Seitenpforten, Ladungsförderanlagen und hydraulischen Lukendeckeln. Weitere bemerkenswerte Ausrüstungen der 23 Knoten schnellen Schiffe waren Frischwassererzeuger und eine individuell regelbare Klimaanlage.

### 1960er bis 1970er Jahre
Anfang der 1960er Jahre brachte Moore-McCormack Lines mit dem "1624er" einen seegängigen  Schiffstyp für die Große-Seen-Fahrt heraus und nahm im November 1962 auf der  Scantic Line die Häfen Rotterdam und Antwerpen in seine Dienste auf.
Mitte der 1960er Jahre begann die Reederei ihr Geschäft breiter aufzustellen und führte neue Schiffstypen ein. Die 21 Knoten schnellen Stückgutschiffe der Constellation Klasse verfügten über eine innovative Laderaumaufteilung mit zahlreichen Lukenunterteilungen und Schwergutgeschirr, mit der außer herkömmlichen Trockenfrachtpartien auch flüssige, pulverisierte, Schwergut- und Kühlladungen transportiert werden konnten. Ab 1965 brachte Moore-McCormack einen für die Afrika- und Südamerikafahrt maßgeschneiderten RoRo-Schiffstyp heraus, der sich durch zahlreiche Luken und Ladungseinrichtungen an die Bedürfnisse des Fahrtgebietes anpassen ließ und auch für militärische Zwecke einsetzbar war. Je nach Ladungsaufkommen konnten rollende Ladungen, Container, sowie Stück- und Schwergüter verschiedener Art befördert werden.
Im Februar 1966 (zwei Monate vor der Reederei Sea-Land) eröffnete Moore-McCormack den ersten transatlantischen Containerdienst, machte aber aufgrund der hohen Umschlaggebühren in Europa aber so hohe Verluste, dass das Unternehmen in wirtschaftliche Schwierigkeiten geriet. Noch im Jahr 1966 verkaufte Moore-McCormack seinen Magellanstraßenlini an die Grace Line und gab seinen Nordatlantik-Containerdienst 1970 wieder auf. Im selben Jahr schloss die Reederei trotz des Verkaufs von vier Schiffen an die American Export Line mit einem Verlust von 17 Millionen US-Dollar ab und stand kurz vor dem Zusammenbruch. Im Februar 1971 wurde James R. Barker Präsident des Unternehmens. Unter seiner Führung wurden zunächst rund 20 ältere Schiffe abgestoßen, darunter die seit 1969 aufgelegten Passagierschiffe Argentina und Brasil an die Holland-Amerika-Linie. Die ertragreicheren Linien nach Südamerika und Afrika wurden nun mit den moderneren Einheiten fortgeführt und ab 1972 stabilisierte sich die Reederei wieder. Die ab Mitte der 1960er Jahre begonnene Diversifikation von Moore-McCormack in Energie- und Grundstoffunternehmen wurde vorangetrieben. Unter anderem erwarb man im April 1973 das Minenunternehmen Pickands, Mather, and Company, einen Zulieferer der Stahlindustrie. Pickands, Mather, and Company betrieb auch die Große-Seen-Bulkreederei Interlake Steamship Company.

### Krise und Ende
Nach einer Reihe von Misserfolgen im Energie- und Schifffahrtsgeschäft häufte Moore-McCormack ab 1981 erneut große Verluste auf, woraufhin Barker zunächst die Beteiligungen an der Energiebranche veräußerte. Malcom McLean, der inzwischen die United States Lines übernommen hatte, übernahm Moore-McCormack im Dezember 1982, um auch deren Dienste nach Südamerika und Afrika auf Container umzustellen. Von Crowley Maritime übernahm die United States Lines 1985 zusätzlich die in ähnlichen Fahrtgebieten beschäftigte Reederei Delta Lines, musste 1986 aber aufgrund des überhasteten Wachstums Konkurs anmelden. Bis 1989 wurden alle Liniendienste aufgegeben und die Reederei 1992 schließlich aufgelöst.